# Galeazzo Sanvitale
Galeazzo Sanvitale (ur. 1566 r. w Parmie, zm. 8 września 1622 r.) – włoski duchowny rzymskokatolicki, w latach 1604-1606 arcybiskup Bari-Canosa.